# Гомер (сын Иафета)
Гомер (др.-евр. גומר בן יפת‬ «полный», «совершенный») — сын Иафета.
По Книге Бытия имел трёх сыновей: Аскеназ, Рифат и Фогарма.
В так называемой Книге Праведного имена сыновей Гомера приведены как Ашкеназ, Репат и Тегарма.

## Традиционные отождествления
Иосиф Флавий поместил Гомера и «гомарейцев» в анатолийскую Галатию: «Именно родоначальником тех народов, которые теперь именуются у греков галатами, а вообще называются гомарейцами, был Гомар». Галатия на самом деле получила свое название от поселившихся в ней древних галлов (кельтов).
Раннехристианский писатель Ипполит Римский около 234 года н. э. назначил Гомера предком каппадокийцев. Иероним Стридонский (около 390 года) и Исидор Севильский (около 600 года) последовали примеру Иосифа Флавия, отождествляя Гомера с галатами, галлами и кельтами.
В средневековых армянских источниках имя библейского Гомера также связывается с Каппадокией, называемой Гамирк (арм. Գամիրք).
В 1498 году Анний из Витербо опубликовал книгу Defloratio Chaldaica, приписанную им халдейскому писцу Беросу и в дальнейшем известную как Псевдо-Берос. Вавилонские записи, которые теперь считаются подделкой, сообщали что Комерус Галл (лат. Comerus Gallus), то есть Гомер, сын Иафета, обосновался на территории нынешней Италии на 10-м году правления Нимрода и стал таким образом прародителем этрусков. Кроме того, Туискон (Туисто), которого Иоанна Авентин называет четвёртым сыном Ноя и который якобы первым правил в Германии, был также отождествлён более поздним историком Джеймсом Андерсоном с Аскеназом, сыном Гомера.
Уильям Камден в своей книге «Британия» (1586) писал, что Гомер дал начало имени гомерийцев, которые впоследствии стали называться кимврами и киммерийцами. Он считал, что бритты являются потомками Гомера.
В своей книге «Зерцало ранних столетий» (валл. Drych y Prif Oesoedd; 1715) валлийский историк Теофил Эванс утверждал, что валлийцы произошли от Гомера и поэтому называются на валлийском языке Cymri. За этой версией последовал ряд более поздних писателей. Эта этимология считается ложной современными лингвистами, которые следуют этимологии, предложенной Иоганном Каспаром Цейсом в 1853 году, согласно которой слово Cymry происходит от бриттского слова *Combrogos («соотечественник»). Имя Gomer (например, псевдоним редактора и автора XIX века Джозефа Харриса) и его (современные) валлийские производные, такие как Gomeraeg (как альтернативное название валлийского языка), стали модными в Уэльсе на какое-то время, но сама теория, связывающая кельтов с Гомером, уже давно дискредитирована как псевдонаучная.